# Ha llegado un extraño (telenovela)
Ha Llegado un Extraño, original de Francisco Javier Camargo, fue una telenovela mexicana producción de Colgate-Palmolive en asociación con Telesistema Mexicano, fue dirigida por Rafael Banquells y estrenada el 29 de mayo de 1959, fue transmitida a las 6:30PM, por el Canal 4 de Telesistema Mexicano.
Fue protagonizada por Miguel Ángel Ferriz y María Douglas, ambos actores de cine quienes destacaron en esta producción por su histrionismo, además contó con las actuaciones de Héctor Gómez, Francisco Jambrina y Alicia Montoya. Esta historia narraba la vida de una mujer atraída por un hombre desconocido quien resulta estar unido a ella y su familia.

## Sinopsis
La trama giraba alrededor de un niño, hijo de un matrimonio millonario, que es secuestrado y no vuelve a ver a sus padres, hasta que un detective lo encuentra 15 años después convertido en un joven violento que crece entra pandilleros. Su familia lo recibe con los brazos abiertos, pero lo problemas comienzan cuando la distinta clase social en la que élse cría provoca fuertes enfrentamientos entre ambos. 

## Elenco
- Miguel Ángel Ferriz Sr.
- María Douglas
- Héctor Gómez
- Francisco Jambrina
- Alicia Montoya
- Silvia Caos
- Silvia Suárez
- Nicolás Rodríguez
- Pilar Souza
- Jorge Mateos
- Luis Gimeno
- José Antonio Cossío

## Datos
- La telenovela está grabada en blanco y negro.
- El público esperaba enloquecido al joven Héctor Gómez a la salida de Televicentro, ahora Televisa Chapultepec, donde se grababa la telenovela, pues el melodrama lo convirtió en ídolo juvenil. Desafortunadamente, su carrera no continuó con la misma serie de éxitos.
- La prensa de la época atacó a la primera actriz María Douglas por "Atreverse" a intervenir en una telenovela. Ella defendió su postura por haber aceptado una buena historia. Esto Sirvió para que otras muchas "Figuras" de su talla aceptaran formar parte de aquel experimento televisivo llamado telenovela.